# Харченко Віталій Олександрович
Віталій Олександрович Ха́рченко — український зоолог і паразитолог, професор (2025), доктор габілітований (Польща, 2003), доктор біологічних наук (2018), лауреат Премії НАН України імені І. І. Шмальгаузена (1998). Директор Інституту зоології імені І. І. Шмальгаузена НАН України з 2021 року. Президент Українського наукового товариства паразитологів. Головний редактор журналу «Zoodiversity». Голова Секції з питань охорони тваринного світу Національної комісії з питань Червоної книги України. 

## Життєпис
У 1982 році закінчив кафедру зоології безхребетних біологічного факультету Київського університету. З 1978 року працює в Інституті зоології імені І. І. Шмальгаузена НАН України, спочатку на посаді старшого лаборанта, поєднуючи перші роки з навчанням в університеті. 1987 року захистив кандидатську дисертацію на тему «Морфо-экологические особенности и классификация стронгилид подсемейства Cyathostominae (Trichonematinae) лошадей» і перейшов на посаду молодшого наукового співробітника, потім наукового співробітника, з 1991 року — старшого наукового співробітника і з 2002 року — провідного наукового співробітника Інституту зоології. Протягом 1991—2002 років був ученим секретарем Науково-видавничої ради Президії НАН України. 2003 року отримав звання старшого наукового співробітника.
У 2003 отримав ступінь доктора габілітованого через захист у науковій раді Інституту паразитології Вітольда Стефанського Польської академії наук (Варшава). Натомість незважаючи на існування Протоколу про взаємне визнання еквівалентності документів між Україною і Польщею, Вища атестаційна комісія України не визнала його науковий ступінь. У травні 2018 року польський науковий ступінь В. О. Харченка все ж було визнано і присуджено йому ступінь доктора біологічних наук в Україні.
Протягом 2003—2021 років — заступник директора з наукової роботи Інституту зоології. З 2014 року очолює відділ паразитології цієї установи. З квітня 2021 року — в.о. директора, з січня 2022 року — директор Інституту зоології НАН України.
18 лютого 2025 року отримав звання професора.

## Дослідження
Проводить дослідження у галузях паразитології та гельмінтології. Вивчає перш за все нематод, що паразитують у свійських і мисливських тваринах, особливо у коневих. Розробляє та застосовує методи контролю паразитичних нематод, вивчає проблеми резистентності гельмінтів до протипаразитарних препаратів. Дослідив світову фауну нематод родини Strongylidae, що паразитують у конях.
Автор близько 150 публікацій, зокрема 2 монографій. 
Станом на 2025 рік має одні з найвищих наукометричних показників у базі даних Scopus серед зоологів України: індекс Гірша 17, 1024 цитування, 58 документів.

## Описані нові для науки види
- Skrjabinodentus tshoijoi Dvojnos & Kharchenko, 1986
- Coronocyclus ulambajari Dvojnos, Kharchenko & Lichtenfels, 1994
- Triodontophorus burchelli Krecek, Kharchenko, Dvojnos, Malan & Krecek, 1997
- Triodontophorus hartmannae Krecek, Kharchenko, Dvojnos, Malan & Krecek, 1997